# Elecciones generales de India de 1989
En la India se celebraron elecciones generales en 1989 para elegir a los miembros del 9.º Lok Sabha. El gobierno del Congreso Nacional Indio (I) bajo la presidencia de Rajiv Gandhi fue derrotado por el Frente Nacional, una alianza forjada por Janata Dal, que ganó una pluralidad de escaños. La alianza formó el gobierno con el apoyo externo del Partido Bharatiya Janata (BJP). V. P. Singh prestó juramento como séptimo primer ministro de la India el 2 de diciembre de 1989.
Las elecciones generales indias de 1989 se llevaron a cabo porque el anterior Lok Sabha estuvo en el poder durante cinco años y la constitución permitía nuevas elecciones. A pesar de que Rajiv Gandhi había ganado las últimas elecciones de manera aplastante, esta elección lo vio tratando de luchar contra los escándalos que habían empañado su administración.
El escándalo de Bofors, el aumento del terrorismo en Punjab, la guerra civil entre los LTTE y el gobierno de Sri Lanka fueron solo algunos de los problemas que enfrentaron al gobierno de Rajiv. El mayor crítico de Rajiv fue Vishwanath Pratap Singh, quien había ocupado las carteras del Ministerio de Finanzas y el Ministerio de Defensa en el gobierno.
Pero Singh pronto fue despedido del gabinete y luego renunció a su membresía en el Congreso y la Lok Sabha. Formó Jan Morcha con Arun Nehru y Arif Mohammad Khan y volvió a entrar en Lok Sabha desde Allahabad. Al presenciar el ascenso meteórico de V P Singh en el escenario nacional, Rajiv intentó contrarrestarlo con otro prominente incondicional de Rajput, Satyendra Narain Singh, pero finalmente fracasó.

## Resultados
| Elecciones al Lok Sabha de 1989 Participación electoral: 61.95% | Elecciones al Lok Sabha de 1989 Participación electoral: 61.95% | %     | Escaños (total 545) |
| --------------------------------------------------------------- | --------------------------------------------------------------- | ----- | ------------------- |
| Bharatiya Janata Party                                          | BJP                                                             | 11.36 | 85                  |
| Partido Comunista de la India                                   | CPI                                                             | 2.57  | 12                  |
| Partido Comunista de la India (Marxista)                        | CPI(M)                                                          | 6.55  | 33                  |
| Congreso Indio (Socialista)                                     | IC(S)                                                           | 0.33  | 1                   |
| Congreso Nacional Indio                                         | INC                                                             | 39.53 | 197                 |
| Janata Dal                                                      | JD                                                              | 17.79 | 143                 |
| Janata Party                                                    | JP                                                              | 1.01  | 0                   |
| Lok Dal (Bahuguna)                                              | LD(B)                                                           | 0.2   | 0                   |
| All India Anna Dravida Munnetra Kazhagam                        | AIADMK                                                          | 1.5   | 11                  |
| Bloque de Avance de la India                                    | AIFB                                                            | 0.42  | 3                   |
| Dravida Munnetra Kazhagam                                       | DMK                                                             | 2.39  | 0                   |
| Congreso Indio (J)                                              | ICJ(TG)                                                         | 0.0   | 0                   |
| Liga Musulmana de la Unión India                                | IUML                                                            | 0.32  | 2                   |
| Conferencias Nacional de Jammu y Cachemira                      | NC                                                              | 0.2   | 3                   |
| Partido de las Panteras de Jammu y Cachemira                    | JPP                                                             | 0.0   | 0                   |
| Kerala Congress                                                 | KC                                                              | 0.02  | 0                   |
| Asamblea Nacional Kuki                                          | NC                                                              | 0.04  | 0                   |
| Maharashtrawadi Gomantak Party                                  | MGP                                                             | 0.04  | 1                   |
| Partido Popular de Manipur                                      | MPP                                                             | 0.05  | 0                   |
| Frente Nacional Mizo                                            | MNF                                                             | 0.02  | 0                   |
| Frente del Pueblo Naga                                          | NPC                                                             | 0.08  | 0                   |
| Partido Popular de Arunachal                                    | PPA                                                             | 0.3   | 0                   |
| Campesinos y Trabajadores de India                              | PWPI                                                            | 0.21  | 0                   |
| Partido Revolucionario Socialista                               | RSP                                                             | 0.62  | 4                   |
| Shiromani Akali Dal                                             | SAD                                                             | 0.03  | 0                   |
| Shiromani Akali Dal (Badal)                                     | SAD(B)                                                          | 0.14  | 0                   |
| Sikkim Sangram Parishad                                         | SSP                                                             | 0.03  | 1                   |
| Telegu Desam                                                    | TDP                                                             | 3.29  | 2                   |
| Akhil Bharatiya Hindu Mahasabha                                 | ABHS                                                            | 0.07  | 1                   |
| All India Majlis-e-Ittehadul Muslimen                           | AIMIM                                                           | 0.21  | 1                   |
| Bahujan Samaj Party                                             | BSP                                                             | 2.07  | 3                   |
| Frente de Liberación Nacional Gorkha                            | GNLF                                                            | 0.14  | 1                   |
| Frente del Pueblo Indio                                         | IPF                                                             | 0.25  | 1                   |
| Jharkhand Mukti Morcha                                          | JMM                                                             | 0.34  | 3                   |
| Kerala Congress (Mani)                                          | KC(M)                                                           | 0.12  | 1                   |
| Comité de Coordinación Marxista                                 | MCO                                                             | 0.08  | 1                   |
| Shiromani Akali Dal (Simranjit Singh Mann)                      | SAD(M)                                                          | 0.77  | 6                   |
| Shiv Sena                                                       | SS                                                              | 0.11  | 1                   |
| Independientes                                                  | –                                                               | 5.25  | 12                  |
| Angloindios                                                     | –                                                               | –     | 2                   |